# Canzoni Tour 2008
Canzoni Tour 2008 è un album dal vivo di Edoardo Bennato pubblicato nel 2008.

## Il disco
Come avvenuto l'anno prima per quello che riguarda il CD Canzoni Tour 2007, anche in questo album sono presenti brani registrati in studio con pubblico e anche in questo caso la lista delle canzoni ricopre quasi del tutto le scelte dell'artista per quello che riguarda le sue esibizioni nel tour 2008.
Il CD inoltre contiene tre inediti: C'era un re, Il gioco delle tre carte e Sinistro.
All'interno dell'album, troviamo brani che erano presenti nel precedente CD: Asia, La Torre di Babele, Le ragazze fanno grandi sogni, Notte di mezza estate, Non è amore e Un giorno credi.
La curiosità è che, come per quello inerente al tour 2007, anche questo CD è stato venduto quasi esclusivamente durante il tour.

## Tracce
1. C'era un re
2. Il gioco delle tre carte
3. Rinnegato
4. Sinistro
5. L'isola che non c'è
6. La Luna
7. Asia
8. La Torre di Babele
9. Le ragazze fanno grandi sogni
10. Notte di mezza estate
11. Non è amore
12. Mangiafuoco
13. Arrivano i buoni
14. Il rock di Capitan Uncino
15. Venderò
16. Tu vuoi l'America
17. Nisida
18. Un giorno credi

## Formazione
- Edoardo Bennato - voce, chitarra, armonica a bocca
- Giuseppe Scarpato - chitarra
- Gennaro Porcelli - chitarra
- Mario Mazzaro - basso
- Raffaele Lopez - tastiere
- Roberto Perrone - batteria
- Massimo Tassi - cori

## Curiosità
In questo stesso anno, esce il libro "Così è se vi pare" con allegato un CD audio (con 12 brani) che contiene buona parte delle canzoni inserite in Canzoni Tour 2008, più due reincisioni: "Stop america" e "Every day, every night (a Kiev ero un professore)".